# Tom Fadden
Pour les articles homonymes, voir Fadden.

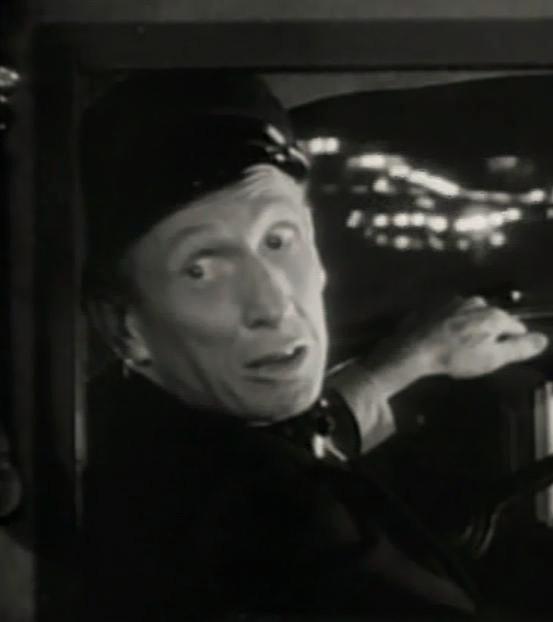
Dans L'Emprise du crime (1946)

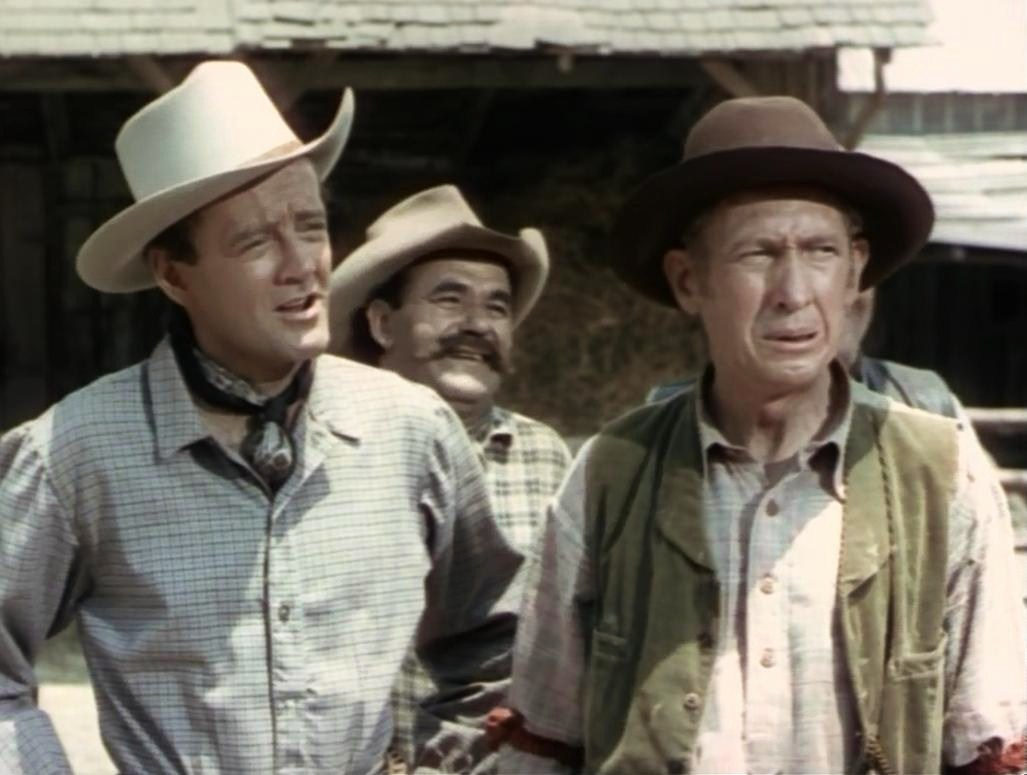
Avec Robert Walker (à g.), dans La Vallée de la vengeance (1951)

Tom Fadden est un acteur américain, né le 6 janvier 1895 à Bayard (Iowa), mort le 14 avril 1980 à Vero Beach (Floride).

## Biographie
Au théâtre, Tom Fadden joue à Broadway (New York) dans dix-neuf pièces, entre 1924 et 1948. L'avant-dernière en 1938 est Our Town de Thornton Wilder (avec Frank Craven et Martha Scott, qui reprendront leurs rôles dans l'adaptation au cinéma de 1940).
Au cinéma, comme second rôle de caractère ou dans des petits rôles non crédités, il contribue à cent-trois films américains, sortis à partir de 1938.
Citons Femme ou Démon de George Marshall (1939, avec Marlene Dietrich et James Stewart), Le Fils du pendu de Frank Borzage (1948, avec Dane Clark et Gail Russell), L'Invasion des profanateurs de sépultures de Don Siegel (1956, avec Kevin McCarthy et Dana Wynter), ou encore Tueur de filles de James Neilson (1969, avec Raquel Welch et Luke Askew).
Son dernier film est L'Empire des fourmis géantes de Bert I. Gordon (avec Joan Collins et Robert Lansing), sorti en 1977, un peu moins de trois ans avant sa mort — en 1980, à 85 ans —.
Pour la télévision, outre un téléfilm de 1960, Tom Fadden apparaît dans quarante-sept séries de 1952 à 1970, dont La Flèche brisée (cinq épisodes, 1956-1958), Perry Mason (quatre épisodes, 1960-1964) et Gunsmoke (trois épisodes, 1961-1970).

## Théâtre à Broadway (intégrale)
- 1924 : The Wonderful Visit d'H. G. Wells et St. John Irvine, mise en scène de Gene Lockhart : Peter Jekyll
- 1925 : The Small Timers de Knowles Entrikin : Pocock
- 1925 : Nocturne d'Henry Stillman : Alf Rylett
- 1925-1926 : The Butter and Egg Man de George S. Kaufman, mise en scène de James Gleason : un serveur
- 1928 : Elmer Gantry, adaptation par Patrick Kearney du roman éponyme de Sinclair Lewis, mise en scène de Lumsden Hare : Floyd Naylor
- 1928-1929 : The Squealer de Mark Linder : « Red » Harrigan
- 1929 : Kibitzer de Jo Swerling et Edward G. Robinson : Loomis
- 1930-1931 : This Is New York de Robert Emmet Sherwood : Kavanaugh
- 1931 : Just to Remind You d'Owen Davis : Dick Tanner
- 1932 : Rendezvous de Barton MacLane : le soldat Stull
- 1933 : Little Ol' Boy d'Albert Bein, mise en scène de Joseph Losey : Dewey Hunter
- 1933 : The Ghost Writer de Martin Mooney : Mike
- 1934 : Theodora, the Quean de Jo Milward et J. Kerby Hawkes : Tavianus
- 1934 : Jayhawker de Lloyd et Sinclair Lewis, mise en scène de Joseph Losey : Ike Swan
- 1935 : La Forêt pétrifiée (The Petrified Forest) de Robert Emmet Sherwood : Ruby
- 1937 : Tide Rising de George Brewer Jr. : Galoot Wilson
- 1937 : Miss Quis de Ward Morehouse : Ed Trett
- 1938 : Our Town de Thornton Wilder : Howie Newsome
- 1948 : The Vigil de Ladislaus Fodor : le jardinier

## Filmographie partielle

### Cinéma
- 1939 : J'ai volé un million (I Stole A Million) de Frank Tuttle
- 1939 : Femme ou Démon (Destry Rides Again) de George Marshall : Lem Claggett
- 1941 : Le Retour du proscrit (The Shepherd of the Hills) d'Henry Hathaway : Jim Lane
- 1941 : Viens avec moi (Come Live with Me) de Clarence Brown : Charlie Gephardt
- 1942 : The Night Before the Divorce de Robert Siodmak : le capitaine Walt
- 1942 : Sundown Jim de James Tinling
- 1942 : Wings for the Eagle de Lloyd Bacon : Tom 'Cyclone' Shaw
- 1942 : André et les Fantômes (The Remarkable Andrew) de Stuart Heisler
- 1943 : L'Ange des ténèbres (Edge of Darkness) de Lewis Milestone : Hammer
- 1943 : The Good Fellows de Jo Graham
- 1943 : La Fille et son cow-boy (A Lady Takes a Chance) de William A. Seiter : Mullen
- 1943 : Du sang sur la neige (Northern Pursuit) de Raoul Walsh : Hobby
- 1944 : Les Hommes de demain (Tomorrow, the World!) de Leslie Fenton : Mr Clyde
- 1945 : La Blonde incendiaire (Incendiary Blonde) de George Marshall : le cultivateur de patates
- 1945 : A Medal for Benny d'Irving Pichel : Eddie Krinch
- 1945 : Penny cherche un père (That Night with You) de William A. Seiter
- 1946 : Le Grand Sommeil (The Big Sleep) d'Howard Hawks : Sidney
- 1946 : Le Château du dragon (Dragonwyck) de Joseph L. Mankiewicz : Otto Gebhardt
- 1946 : La Voleuse (A Stolen Life) de Curtis Bernhardt : un pêcheur
- 1946 : L'Emprise du crime (The Strange Love of Martha Ivers) de Lewis Milestone : un chauffeur de taxi
- 1946 : La vie est belle (It's a Wonderful Life) de Frank Capra : le gardien du pont
- 1947 : Wyoming Kid (Cheyenne) de Raoul Walsh : Charlie
- 1947 : La Vallée de la peur (Pursued) de Raoul Walsh : le pasteur
- 1948 : La Folle Enquête (On Our Merry Way) de Leslie Fenton et King Vidor : le shérif-adjoint
- 1948 : The Inside Story d'Allan Dwan : Ab Follansbee
- 1948 : Le Fils du pendu (Moonrise) de Frank Borzage : Homer Blackstone
- 1948 : L'Indomptée (B.F.'s Daughter) de Robert Z. Leonard : S. Z. Holmquist
- 1948 : Marché de brutes (Raw Deal) d'Anthony Mann : Grimshaw
- 1948 : L'Enjeu (State of the Union) de Frank Capra : un serveur
- 1948 : L'Emprise (The Hunted), de Jack Bernhard : un passager du bus
- 1949 : Big Jack de Richard Thorpe : le shérif Summers
- 1950 : La Porte du diable (Devil's Doorway) d'Anthony Mann : Bob Trammell
- 1950 : Dallas, ville frontière (Dallas) de Stuart Heisler : le passager de la diligence
- 1951 : La Vallée de la vengeance (Vengeance Valley) de Richard Thorpe : Obie Rune
- 1951 : Le Rocher du diable (Drums in the Deep South) de William Cameron Menzies : Purdy
- 1953 : Victime du destin (The Lawless Breed) de Raoul Walsh : Chick Noonan
- 1953 : Kansas Pacific de Ray Nazarro
- 1955 : L'Aventure fantastique (Many Rivers to Cross) de Roy Rowland : Rafe
- 1955 : Les Implacables (The Tall Men) de Raoul Walsh : Hank
- 1956 : L'Invasion des profanateurs de sépultures (Invasion of the Body Snatchers) de Don Siegel : l'oncle Ira Lentz
- 1957 : L'Ennemi public (Baby Face Nelson) de Don Siegel : le postier Harkins
- 1959 : Le Vagabond des Bois Maudits (Hound-Dog Man) de Don Siegel
- 1959 : Le Secret du Grand Canyon (Edge of Eternity) de Don Siegel : Eli Jones
- 1960 : Le Clown et l'Enfant (Toby Tyler, or Ten Weeks with a Circus) de Charles Barton : l'oncle Daniel
- 1961 : Milliardaire pour un jour (Pocketful of Miracles) de Frank Capra : l'employé d'hôtel Herbie
- 1966 : Gros Coup à Dodge City (A Big Hand for the Little Lady) de Fielder Cook : Harry Tate
- 1969 : Tueur de filles (Flareup) de James Neilson : M. Willows
- 1977 : L'Empire des fourmis géantes (Empire of the Ants) de Bert I. Gordon : Sam Russell

### Télévision
(séries, sauf mention contraire)
- 1952 : Les Aventures de Superman (Adventures of Superman)
  - Saison 1, épisode 1 Superman on Earth de Thomas Carr : Eben Kent
- 1956-1958 : La Flèche brisée (Broken Arrow)
  - Saison 1, épisode 1 The Mail Riders (1956) d'Alvin Ganzer, épisode 2 Battle at Apache Pass (1956) de Richard L. Bare, épisode 3 Indian Agent (1956) de Richard L. Bare et épisode 4 The Captive (1956) de Richard L. Bare : Milt Duffield
  - Saison 2, épisode 33 Blood Brother (1958) de Bernard L. Kowalski : Milt Duffield
- 1958-1960 : Cheyenne
  - Saison 3, épisode 11 Renegades (1958) d'Alan Crosland Jr. : le sergent Utah Bridger
  - Saison 4, épisode 8 Gold, Glory and Custer – Requiem (1960) de George Waggner : le sergent Hogan
- 1959 : Peter Gunn
  - Saison 1, épisode 20 Pecos Pete de Robert Ellis Miller : Luke Merryweather
- 1959 : Maverick
  - Saison 3, épisode 2 Royal Four Flush d'Arthur Lubin : Silvan
- 1960 : The Slowest Gun in the West, téléfilm d'Herschel Daugherty : Jedd Slocum
- 1960 : Sugarfoot
  - Saison 3, épisode 11Wolf Pack de Leslie Goodwins : Sam Luke
- 1960 : Rawhide
  - Saison 2, épisode 23 Astronome (Incident of the Stargazer) d'Harmon Jones : le juge Nield
- 1960 : 77 Sunset Strip
  - Saison 2, épisode 34 Sierra de George Waggner : un serviteur
- 1960 : Laramie
  - Saison 1, épisode 22 Rope of Steel (1960) de Thomas Carr : Dell Layton
  - Saison 3, épisode 5 The Fatal Step (1961) de Joseph Kane : un fermier
- 1960-1964 : Perry Mason
  - Saison 3, épisode 26 The Case of the Flighty Father (1960) de William D. Russell : Gus Nickels
  - Saison 4, épisode 20 The Case of the Barefaced Witness (1961) de László Benedek : Beller
  - Saison 5, épisode 22 The Case of the Crippled Cougar (1962) de Jesse Hibbs : le gardien
  - Saison 7, épisode 29 The Case of the Tandem Target (1964) : Cooper
- 1961 : Monsieur Ed, le cheval qui parle (Mister Ed)
  - Saison 1, épisode 23 The Other Woman d'Arthur Lubin : Charley Woods
- 1961-1970 : Gunsmoke ou Police des plaines (Gunsmoke ou Marshal Dillon)
  - Saison 7, épisode 14 A Man a Day (1961) : Enoch Miller
  - Saison 10, épisode 16 Run, Sheep, Run (1965) : Lem Hubley
  - Saison 16, épisode 4 Sam McTavish, M.D. (1970) de Bernard McEveety : Harley
- 1965 : Les Arpents verts (Green Acres)
  - Saison 1, épisode 7 La Charrue (Neighborliness) de Richard L. Bare, épisode 9 Monsieur Felton (You Can't Plug in a 2 with a 6) de Richard L. Bare et épisode 11 Pénalité (Parity Begins at Home) de Richard L. Bare : Ben Miller
- 1965 : La Grande Vallée (The Big Valley)
  - Saison 1, épisode 16 Les Nomades (The Invaders) d'Arnold Laven : Cleek
- 1966 : Laredo
  - Saison 1, épisode 19 Limit of the Law Larkin de William Witney : Fish Simpson
- 1966-1967 : Daniel Boone
  - Saison 2, épisode 25 Fifty Rifles (1966) de John Florea : M. Shanks
  - Saison 5, épisode 1 Be Thankful for the Fickleness of Women (1967) : Sam Cooley
- 1967 : Le Virginien (The Virginian)
  - Saison 5, épisode 19 The Modoc Kid d'Abner Biberman : McCord
- 1967 : Match contre la vie (Run for Your Life)
  - Saison 2, épisode 25 A Very Small Injustice : le troisième fermier
- 1967 : Bonanza
  - Saison 9, épisode 12 Check Rein et épisode 13 Justice Deferred de Gerald Mayer : un cow-boy